# Helios Gómez
Helios Gómez Rodríguez (Sevilla, 1905 - Barcelona, 1956) va ser un pintor, cartellista i poeta, membre de les avantguardes culturals barcelonines de principi del segle xx. També destacà pel fet de ser promotor, membre fundador i primer president del Sindicat de Dibuixants Professionals de Catalunya, creat el 1936 a Barcelona amb els altres membres del «Grup dels Sis» (Alfred Pascual i Benigani, Marcel·lí Porta i Fernanda, Lluís Elias i Bracons, Josep Bartolí i Guiu i Joan Baptista Acher Shum) per a defensar la Segona República amb el cartellisme militant. Va ser el representant més emblemàtic del grafisme ibèric de la primera meitat del segle xx. Políticament, fou un revolucionari i militant comunista llibertari durant la Guerra Civil espanyola.
La vida, l'obra i la personalitat d'Helios Gómez destaca per la seva heterodòxia i contrastos, pel volum i la qualitat de la seva producció, i per la seva proximitat a les diverses revolucions ideològiques i estètiques de la primera meitat del segle xx.

## Biografia
Nascut al barri de Triana de Sevilla en el si d'una vella família gitana rural i proletària, reivindicarà fins a la seva mort un fort sentiment de consciència de classe i d'identitat gitana.
D'adolescent va fer el seu aprenentatge tècnic i polític com a obrer decorador de ceràmica a una de les nombroses fàbriques sevillanes, seguint cursos a l'Escuela de Artes y Oficios de Sevilla i com a militant de la Confederació Nacional del Treball, organització sindical fundada l'octubre de 1910 pels grups i federacions llibertàries reunits en congrés a Sevilla. Des d'aleshores, la seva carrera com a grafista a la premsa d'esquerra contra la dictadura de Primo de Rivera (1923-1929), a favor de la justícia social i, després, contra el franquisme, constituirà l'element fonamental de la seva lluita.
Va ser durant els anys 1920 i 1930 quan va formar la seva consciència política en els medis anarcosindicalistes i llibertaris dels dos grans focus anarquistes de la península Ibèrica: Sevilla i Barcelona primer, i després a les avantguardes europees de les capitals de l'exili. Sense perdre l'arrelament amb el seu substrat cultural, Gómez fou alhora una ànima cosmopolita que es va relacionar amb els diversos moviments d’avantguarda artística que aleshores brollaven als grans escenaris europeus. En aquest sentit, fou decisiu el seu primer viatge fora de la península, quan el 1926, en plena dictadura de Primo de Rivera, decideix exiliar-se, en un periple que el porta a París, Moscou, Brussel·les, Amsterdam, Viena i Berlín. En aquesta darrera ciutat, amb l'auspici de l'Associació Internacional de Treballadors, produí el que sovint s'ha vist com la seva obra mestra. La carpeta Días de ira, en 24 làmines acompanyes de textos breus, reconstrueix les lluites obreres contra els abusos oligarques i burgesos a l'Espanya alfonsina, amb una eficàcia visual que anticipa les maneres de la novel·la gràfica i que Pedro G. Romero considera com «un precedent del còmic underground». Amb la seva plàstica ja perfectament madurada, en les formes geometritzants depurades amb les influències del futurisme i el constructivisme rus del moment, basteix un univers on l'èpica proletària de la narrativa fílmica de Serguei Eisenstein conviu amb la iconografia judeocristiana, la postal andalusista d'un Julio Romero de Torres o l'esperpent goyesc.
Reconegut pels seus dibuixos polítics avantguardistes en blanc i negre, treballà, exposà i publicà les seves obres a Madrid i Barcelona, on s'establí el 1926, i més endavant als països dels seus exilis successiu, com a conseqüència de múltiples arrestos i expulsions que el forçaren a trobar refugi a França, Bèlgica, Països Baixos, Alemanya i l'URSS.
L'any 1932 va ser convidat a participar en el Congrés Internacional d'Artistes Proletaris que se celebrava amb motiu dels vint-i-cinc anys de la Revolució d'Octubre. Allà hi descobreix el reconeixement de la cultura gitana, però també la repressió ferotge de l'estalinisme. Les seves obres exposades al Museu Puixkin –de les que en sortirà La revolución española, el seu segon llibre– són censurades, les seves intervencions públiques vigilades i fins i tot la seva companya, la comunista alemanya Ira Weber, s'afegirà a la llista de desapareguts al Gulag.
Company d'exili i conspiració dels presidents Francesc Macià i Lluís Companys durant la dictadura primoriverista i col·laborador de capçaleres catalanes com La Batalla, L'Opinió o La Rambla, on publicà per entregues el reportatge La vida a l'URSS. Dos anys entre bolxevics, i on va provocar un escàndol dibuixant un drac de Sant Jordi amb els trets facials d'Alfons XIII, que va aixecar molta polseguera en una monarquia que ja trontollava, Helios Gómez va ser detingut i empresonat després dels Fets del sis d'octubre en els quals havia pres part, i és empresonat al tristament cèlebre vaixell Uruguay.

### Guerra Civil
Durant la Guerra Civil espanyola, combaté als fronts de Mallorca, Madrid i Andújar i finalment a la 26a Divisió Durruti al front d'Aragó, on organitzà un batalló de cavalleria amb gitanos anomenat columna Ramon Casanellas. El 1939 hagué de creuar el Pirineu i refugiar-se a l'Estat francès com el mig milió de refugiats de La retirada. Fou internat als camps de concentració de Vernet i Argelers. En alguns d'ells podrà exposar també i participar d'una vida cultural amb altres intel·lectuals com Jaume Grau Casas, com recull el poeta esperantista als seus escrits de època. Després fou deportat a l'Algèria francesa. Fugint de les tortures i vexacions del camp de Djelfa, on és internat amb l'escriptor Max Aub, aconseguí un salconduit per a retornar a Espanya el maig de 1942 on reprengué el combat antifeixista a la clandestinitat. Arrestat, sense judici ni sentència, fou empresonat vuit anys a la presó Model de Barcelona. Morí el 1956 poc després de sortir de la presó.

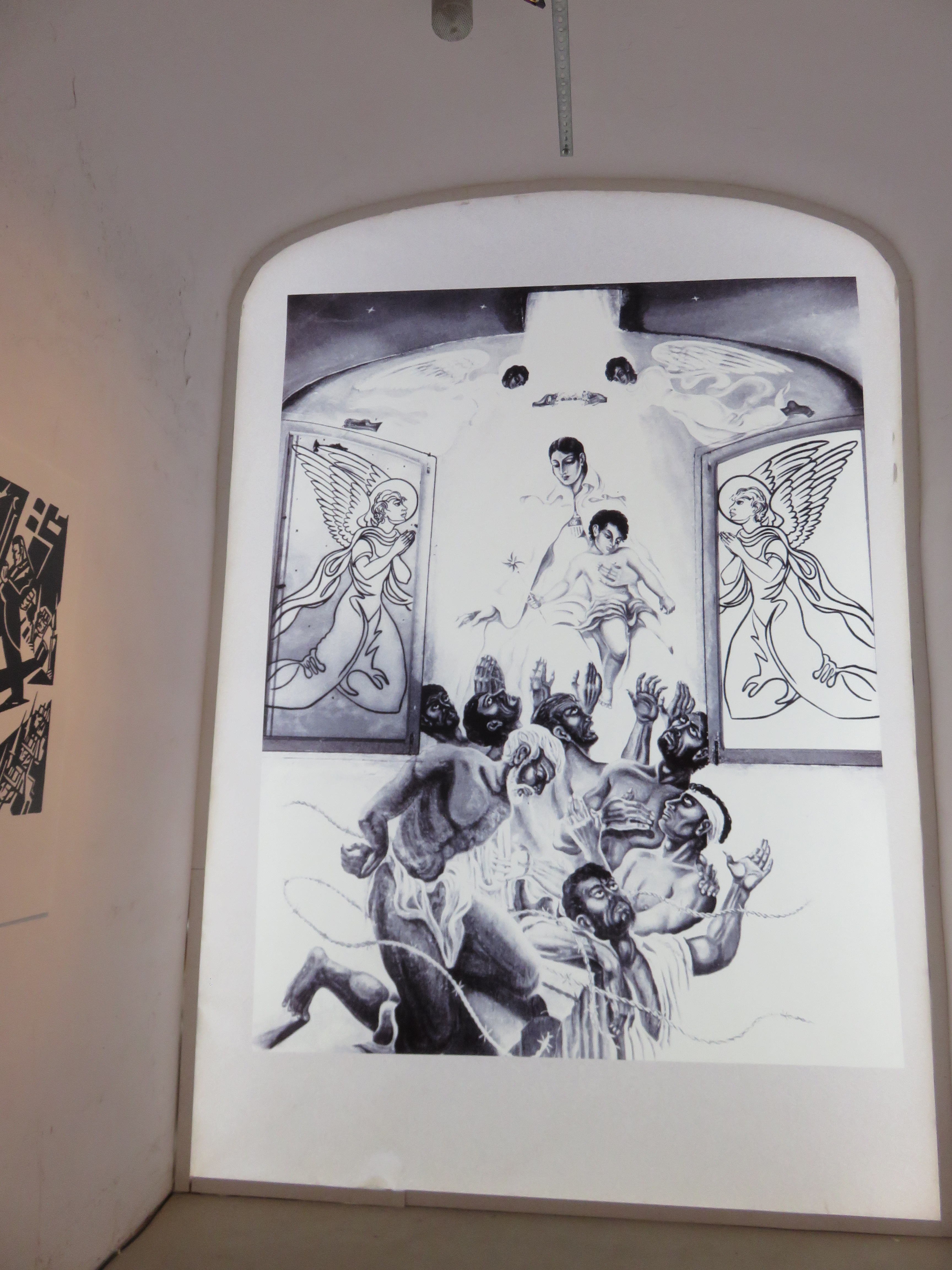
Reproducció dels frescos de la Capella Gitana a l'exposició «La Model ens parla».

El 1950, pintà uns frescos a la quarta galeria de la presó tot taral·lejant «Angelitos negros» en homenatge als presos i a la seva patrona que ho és també de la ciutat, la Verge de la Mercè, a una cel·la propera a les dels condemnats a mort. La cel·la serví d'oratori i és coneguda com la Capella Gitana per raó de la pell bruna que caracteritza tots els personatges representats. Aquesta obra fou tapada per una mà de pintura aplicada per raó d'un criteri d'higiene decidit per l'administració penitenciària a finals del segle XX. El juliol de 2025 es van presentar els treballs de recuperació i restauració d'aquests frescos, amb la voluntat d'exposar-los públicament i ser declarats com a Bé Cultural d'Interès Nacional per part del Govern de la Generalitat.
Va ser sota la capa de plom de la dictadura franquista i la seva rígida censura que Helios Gómez creà, en la solitud de la reclusió, contra el silenci i les mentides, un corpus literari desconegut fins a la seva recuperació la primavera de 2004 i editat recentment per l'Associació Cultural Helios Gómez. Presidida pel fill de l'artista, Gabriel Gómez, l'Associació ha realitzat des de fa anys esforços per donar a conèixer al món l'obra, rica i multiforme d'un dels artistes més significats del poble gitano.

## Reconeixements
L'any 2020, La Virreina Centre de la Imatge de Barcelona reuní en una exposició més de 350 obres i documents de l'artista que va ser represaliat pel franquisme amb el títol «Dies d'ira. Comunisme llibertari, gitanos flamencs i realisme d’avantguarda». La mostra destacà l'art singular de Gómez, popular, avantguardista, i que ell definia com a realisme per a visibilitzar la societat que volia transformar i els grups humans amb qui lluitava per a emancipar-se, destacant-ne el domini del grafisme i la tipografia, i la tècnica de la vella xilografia artesanal en l'agitprop, el cartellisme, l'activisme, la premsa i el mural públic. A partir d'aquesta exposició, el mateix comissari, Pedro G. Romero en preparà una altra, "Helios Gómez. El sol desaparecido", que es presentà al Espacio Santa Clara de la seva Sevilla natal l'any 2022.

## Homenatge

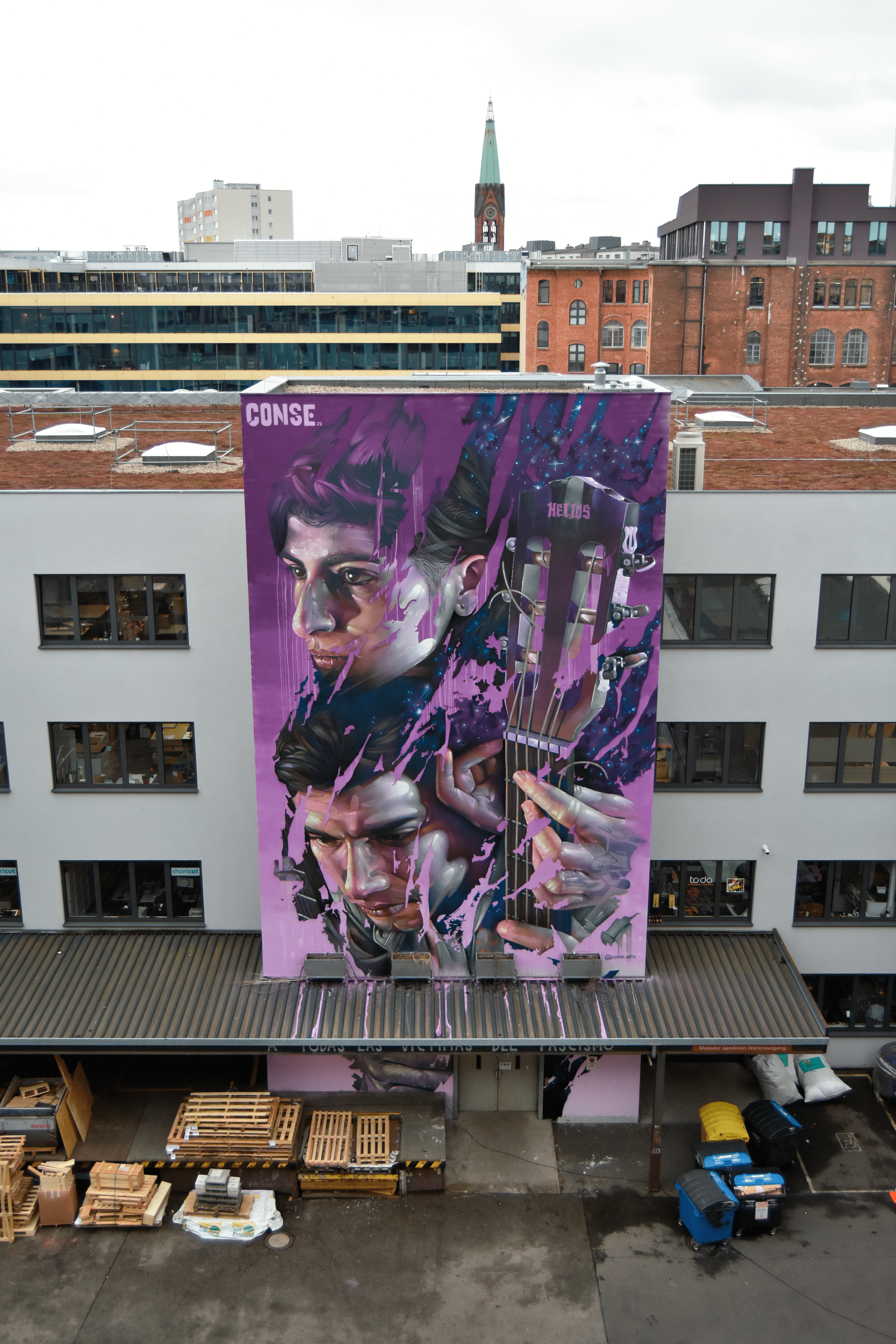
Mural Conse Andechaga Berlin - Helios Gomez " A todas las victimas del fascismo"

L'any 2022, la fundació kaidikhas que té com a objectiu visibilitzar la figura d'artistes d'origen gitano va encarregar un Mural de gran format a l'artista Català Conse Andechaga en el complex de SRH Berlin School of Design and Communication (BSDC) com a homenatge a Helios Gomez basant-se en els seus estudis sobre la seva figura, Prenent com a referència la carpeta d'il·lustracions "Dias de ira". En el mural podem observar a dues figures principals, la figura a la part inferior representa al artista Helios Gomez, la figura superior representa a Irina la seva companya que el va introduir en el corrent artístic i social a la ciutat de Berlín, en la primera pàgina de la carpeta "Dias de ira" es troba una serigrafia neocubista il·lustrada per Helios Gomez que defineix a un home tocant la Guitarra símbol que es pot apreciar en aquesta intervenció pictòrica en la part inferior del mural així com al peu de l'esmentada il·lustració trobem un escrit " A todas las victimas del fascismo". La fundació va realitzar una exposició pòstuma de l'artista Helios Gomez amb il·lustracions i escrits originals, i va editar un llibre sobre aquesta.